# Despoci Morei
Lista despotów Morei:
- Michał Kantakuzen (1308-1316)
- Andronik Asen (1316-1322)

Dynastia Kantakuzenów
- Manuel Kantakuzen (1348-1380)
- Mateusz Kantakuzen (1380-1383)
- Demetriusz I (1383)

Dynastia Paleologów
- Teodor I Paleolog (1383-1407)
- Teodor II Paleolog (1407-1443)
- Konstantyn Paleolog (1428-1449)
- Demetriusz II Paleolog (1449-1460)
- Tomasz Paleolog (1449-1460)